# Pollenia semicinerea
Pollenia semicinerea är en tvåvingeart som beskrevs av Villeneuve 1911. Pollenia semicinerea ingår i släktet vindsflugor, och familjen spyflugor. Inga underarter finns listade i Catalogue of Life.